# Jørgen Hansen (bokser)
 Der er flere personer med dette navn, se Jørgen Hansen.
Jørgen Hansen (født 27. marts 1943 i Aarhus, død 15. marts 2018) var tidligere dansk professionel bokser i weltervægt. Jørgen Hansen var næsten 40 år, da han trak sig tilbage, hvilket i karrierens senere år gav ham tilnavnet ”Gamle”. Jørgen ”Gamle” Hansen var kendt for sit effektive højrekryds, der sikrede ham mange sejre gennem årene. Hansen var EBU-weltervægt europamester af tre omgange mellem 1977 og 1981.
Hansen er den danske bokser efter 2. verdenskrig, der har bokset flest kampe. Ingen anden dansk bokser har præsteret at vinde 9 EBU-titelkampe, og Jørgen Hansen regnes for en af de mest betydende danske boksere gennem tiderne. Han er optaget i Dansk Professionelt Bokse-Forbund Hall of fame.
Filmen Den bedste mand fra 2017 skildrer Hansens liv.

## Amatørkarriere
Som amatør boksede Jørgen Hansen for bokseklubben Lindholm BK. Han vandt det jyske mesterskab seks år i træk i årene 1964 til 1969 i let-weltervægt (1964) og ellers i weltervægt. Jørgen Hansen vandt tillige det danske mesterskab i weltervægt 4 gange (1966-69) samt det nordiske mesterskab i Stockholm i 1967.
Han deltog ved EM i Rom i 1967, hvor han i den indledende runde pointbesejrede spanieren Jose Duran, der siden som professionel vandt både EM og VM i letmellemvægt. I næste kamp vandt Hansen på TKO i første omgang over finnen Purhonen, men han tabte herefter i kvartfinalen til DDR's Manfred Wolke. Jørgen Hansen blev kåret som ”årets bokser” i 1967.
Jørgen Hansen repræsenterede Danmark ved Sommer-OL 1968 i Mexico City, men tabte sin første kamp til rumæneren Victor Silberman, da kamplederen stoppede kampen i 3. omgang.

## Professionel karriere, del 1
Jørgen Hansen debuterede som professionel ved et stævne i KB Hallen den 10. april 1969 med en pointsejr over franskmanden Daniel Vedani. Jørgen Hansen opbyggede i årene 1969-1972 en fin rekordliste, og steg i perioden op ad den europæiske rangliste i weltervægt. Med en uplettet rekordliste med 22 sejre (8 før tid) fik Jørgen Hansen chancen for at træde ud af skyggen af Børge Krogh og Tom Bogs, da han den 22. juni 1972 i KB Hallen fik en titelkamp om europamesterskabet i weltervægt mod franskmanden Roger Menetrey. Jørgen Hansen led imidlertid karrierens første nederlag, da Menetrey stoppede Hansen i 10. omgang.
Efter nederlaget om EM-titlen tabte Jørgen Hansen tre kampe inden for et halvt år, og den tidligere så lovende karriere så ud til at løbe ud i sandet. På trods af de svigtende sportslige resultater lykkedes det imidlertid Mogens Palle at få kontrakt med WBC-verdensmesteren i let-weltervægt, italieneren Bruno Arcari, og den 1. november 1973 stod Jørgen Hansen med muligheden for at blive verdensmester. Arcari havde vundet sine 8 foregående VM-kampe, og var en imponerende modstander. Kampen mod Arcari blev imidlertid et af de mange lavpunkter i Jørgen Hansens karriere. Hansen startede kampen nogenlunde, men løb hurtigt tør for luft, og Arcari lignede en klar vinder, da Jørgen Hansen efter et par hårde træffere smed sig på kanvassen i et forsøg på at få Arcari diskvalificeret for at slå efter et break (en kommando fra kamplederen om at stoppe boksningen). Hansen, der havde bokset kampen med betydelig respekt for den rutinerede verdensmester, fik en hård medfart i pressen, hvis dækning af kampen i høj grad var med til at give Jørgen Hansen et image som en bokser uden mod og sejrsvilje.
I en alder af 30 år og med to mislykkede titelkampe bag sig var forventningerne til Jørgen Hansens fremtid beherskede. Den stigende stjerne i dansk professionel boksning var den unge Poul Knudsen, der trak publikum til stævnerne, hvorimod Hansen begyndte at bokse en del af sine kampe i udlandet mod yngre boksere på vej op ad ranglisterne. Hansen tabte en del af disse kampe (bl.a. til den senere verdensmester i let-mellemvægt Rocco Mattioli, og VM-udfordrerne Norman Sekgapane og Everaldo Costa Azevedo). En del af disse kampe blev dog tabt på øjenskader. Et lyspunkt i disse år var sejren den 19. juni 1975 mod nordmanden Kristian Høydahl, der i en kamp i Oslo markedsført som det skandinaviske mesterskab i weltervægt, blev udbokset og stoppet i 7. omgang. 1977 blev indledt med endnu et lavpunkt i karrieren, da Jørgen Hansen blev stoppet af den urutinerede Frank Albertus som følge af en øjenskade.
Jørgen Hansens professionelle karriere havde indtil dette tidspunkt været en del op og ned, men mest ned, når det virkelig betød noget.

## Professionel karriere, del 2
Senere på året 1977 fik Jørgen Hansen imidlertid endnu en chance for et mesterskab, da han i Randers Hallen i en alder af 34 år blev matchet mod den italienske europamester Marco Scano i en titelkamp. Hansen havde to år tidligere tabt til Scano på diskvalifikation i en kamp på Sardinien. Scano havde kun tre nederlag i sine 43 kampe, og der var ikke inden kampen store forventninger til Jørgen Hansen. Tredje gang viste sig imidlertid at være lykkens gang for Jørgen Hansen, da han slog Scano ud i 5. omgang.
Hansens stærkt omskiftelige karriere så nu endelig ud til at gå i den rigtige retning. Efter sejren over Scano blev Hansen den 6. august 1977 matchet mod den unge og urutinerede tysker Jörg Eipel, der med sine 19 år og beskedne rekordliste så ud til at være en overkommelig opgave for Hansen på trods af, at kampen blev bokset på udebane i Berlin. Hansen havde da heller ikke problemer med Eipel, der blev udbokset og holdt sig skjult bag dobbeltparader kampen igennem. Hansen blev imidlertid tildelt en række advarsler i løbet af kampen for at stange, og da han i 13. omgang modtog den 3. advarsel, blev Hansen diskvalificeret af den østrigske kampleder Kurt Rado. Den danske sportspresse rasede, men Hansen måtte erkende, at heller ikke han skulle blive den første danske europamester, der forsvarede et EM på udebane.
Sejren over Scano havde imidlertid gjort Hansen til et stort navn, og sammen med Ayub Kalule var Hansen blevet publikumsmagnet ved Mogens Palles stævner. Jørgen Hansen fik i disse år mere greb om karrieren, efter eget udsagn blandt andet som følge af en mere koncentreret træningsindsats, hvor han kunne sparre med Kalule og Hans Henrik Palm, ligesom den tidligere europamester Børge Krogh fungerede som træner for Hansen. Hansen vandt en række kampe i den resterende del af 1977 og jagtede en returmatch mod Eipel. Eipel tabte imidlertid titlen i sit første titelforsvar, da franskmanden Alain Marion stoppede Jörg Eipel i 15. omgang og efterlod Eipel uden titel og med en alvorlig hjerneskade.
Jørgen Hansen blev imidlertid udpeget som officiel udfordrer til EM-titlen mod Marion, og der var lagt op til et brag af en EM-kamp. Jørgen Hansens karriere var imidlertid aldrig forudsigelig, og i en opvarmningskamp til EM-kampen blev Jørgen Hansen knockoutet i 1. omgang af amerikaneren Mike Everett. Hansen var ude af stand til at stå på benene i flere minutter og måtte hjælpes ned fra ringen.
Efter fiaskoen mod Everett var Hansen klar til at forsøge at genvinde ”sit” europamesterskab mod den ubesejrede Alain Marion. Kampen fandt sted i Randers Hallen, der på det tidspunkt nærmest fungerede som Hansens hjemmebane, hvor Hansen altid fik en massiv støtte. Hansen leverede en fornem præstation, da han den 27. april 1978 udboksede Marion, inden han slog ham ud i 6. omgang.
Hansen satte herefter titlen på spil den 18. august 1978 mod østrigeren Joseph Pachler i dennes hjemby Villach i Kärnten. Pachler var langt fra en skræmmende modstander, og den ”nye” Hansen havde da også kampen under kontrol, da gong-gongen lød efter 8. omgang. Bokserne var midt i en slagudveksling, og Jørgen Hansen ramte Pachler efter omgangens afslutning. På TV billederne er det tydeligt, at Pachler bliver ramt af et let tjat på skulderen, hvorefter han afventer situationen, for dernæst at smide sig ned. Pachler blev talt ud, men i modsætning til Hansen 5 år tidligere mod Acari, havde Pachler succes, idet han herefter vandt kampen på diskvalifikation. Hansen måtte derimod konstatere, at han for anden gang blev diskvalificeret på udebane i en kamp, som han var i færd med at vinde komfortabelt.
Hansen var imidlertid determineret for at få en returkamp, og holdt fast i karrieren med en række kampe i den resterende del af 1978. Det lykkedes Hansen og promotor Mogens Palle at få endnu en kamp om europamesterskabet. Titlen var imidlertid blevet vundet af englænderen Dave ”Boy” Green i den mellemliggende periode. Green var en verdensklassebokser, der lå 4-5 på verdensranglisterne i weltervægtsklassen, der på daværende tidspunkt klart var den mest talentfulde vægtklasse inden for boksesporten. Green var tidligere ubesejret europamester i let-weltervægt, havde bokset lige op med en af datidens bedste verdensmestre, Carlos Palomino, inden han var blevet stoppet, og ventede nu blot på en ny VM-kamp mod Wilfred Benitez. Green på 26 år med 31 sejre i 32 kampe var selvsagt kæmpefavorit inden kampen mod den 10 år ældre Jørgen Hansen, hvis forberedelser til EM-kampen var blevet spoleret som følge af en hospitalsindlæggelse for konstateret meningitis.
Kampen blev afviklet den 28. juni 1979, og fandt sted i Randers Hallen. Kampen startede som forventet med Dave ”Boy” Green i sin sædvanlige aggressive og frembrusende stil. Jørgen Hansen boksede 1. omgang i sin ”gamle” stil: stiv og afventende, og det så ud som om, at ”Gamle” Hansens karriere var tæt på at være slut. 2. omgang forsatte, hvor 1. omgang sluttede, og Green fik hurtigt presset Hansen rundt i ringen. Hansen, der ikke ufortjent havde ry for at lægge sig hurtigt ned, tog tælling tidligt i omgangen, ikke fordi han var hårdt ramt, men øjensynlig for at få en pause i Greens bombardement. Hansen kom op på otte, og kunne fortsætte kampen. Tom Bogs udtalte engang, at ”Hansen slår fra sig af skræk”, og det er muligt, at det var det, der skete efter at Hansen havde taget tælling. I hvert fald kom Hansen ind i kampen umiddelbart efter gulvturen. Hansen begyndte at ramme Green med hårde kontrastød, og udboksede med stor autoritet den frembrusende Green i den resterende del af anden omgang. Green havde tilsyneladende ikke læst Hansens forvandling i 2. omgang, og fortsatte sin aggressive og frembrusende stil i 3. omgang. Kort inde i 3. omgang fangede Hansen Green med en hård højre, der sendte Green i gulvet. Green kom op, men Hansen var straks over ham og sendte englænderen i gulvet igen med en serie af slag. Green blev talt ud, og Hansen genvandt for 2. gang sit europamesterskab i weltervægt. Sejren over Green var bemærkelsesværdig, og resultatet ryddede forsiden på det estimerede engelske boksemagasin Boxing News.
Hansen havde i en alder af 36 år fundet formlen til succes. I sin næste kamp mødte han sydafrikaneren Gert Steyn, der på daværende tidspunkt lå nr. 6 på verdensranglisten i let-mellemvægt, og vandt en fornem pointsejr. Hansen indtog nu selv verdensranglisterne. Han forsvarede EM-titlen med succes mod Alois Carmeliet og Joey Singleton, inden han i en alder af 37 år satte titlen på spil mod den 13 år yngre Hans Henrik Palm. Palm var anset som fremtiden i dansk professionel boksning med en rekord liste på 32 sejre i lige så mange kampe. Det var den almindelige forventning, at Palm ville være for ung – og for god – for Hansen. Hansen overraskende imidlertid ”eksperterne”, da han leverede en af sine mest koncentrerede præstationer og stoppede Palm i 9. omgang af det intense opgør, der fandt sted den 17. oktober 1980.
Hansen forsvarede EM-titlen yderligere to gange, inden han den 25. juni 1981 blev matchet mod Jose Pipino Cuevas i en forkamp til Kalule-Leonard opgøret i Houston, Texas. Cuevas havde netop tabt sit WBA-mesterskab til Thomas Hearns, men var fortsat anset for en af de mest skræmmende punchere ”pound-for-pound”. Hansen leverede en af de mest skuffende præstationer i karrieren, da Cuevas efter få sekunders boksning stoppede Hansen, der på forhånd var skræmt over mødet med den mexicanske puncher.
Hansen var imidlertid fortsat europamester, og efter nederlaget i USA satte Hansen igen titlen på spil mod Hans-Henrik Palm den 9. oktober 1981. I en alder af 38 år trak Hansen sig igen sejrrigt ud af et EM-opgør, da han besejrede Palm på point. Hansen opgav herefter EM-titlen, men boksede en række kampe, som han alle vandt.
Den sidste kamp i karrieren blev bokset mod Perico Fernandez den 2. december 1982, hvor Hansen var næsten 40 år, hvilket er en bemærkelsesværdig høj alder inden for professionel boksning. Fernandez var tidligere europa- og WBC-verdensmester i let-weltervægt, men langt fra færdig som bokser, idet han efter kampen mod Hansen vandt det spanske mesterskab i weltervægt og senere boksede 12 omgange om europamesterskabet i samme vægtklasse. Hansen vandt denne sidste kamp på point.
Jørgen ”Gamle” Hansen nåede 92 professionelle kampe, hvoraf 78 blev vundet (34 før tid) og 14 tabt. Hansen er den danske bokser efter 2. verdenskrig, der har bokset flest kampe. Ingen anden dansk bokser har præsteret at vinde 9 EBU-titelkampe, og Jørgen Hansen må regnes for en af de mest betydende danske boksere gennem tiderne.

## Andet
Jørgen Hansen medvirkede i 2002 i filmen Charlie Butterfly, hvor han bokser mod sin gamle rival Hans Henrik Palm. Efter karrieren arbejdede Jørgen Hansen i mange år på Hviids Vinstue i København.
I 2017 kom det frem, at han led af demens. Det var dog ikke muligt at fastslå om det var CTE eller Dementia pugilistica.
Filmen Den bedste mand fra 2017 skildrer Jørgen Hansens liv.